# Emsen
För andra betydelser, se Emsen (olika betydelser).
Emsen är en sjö i Forshaga kommun i Värmland och ingår i Göta älvs huvudavrinningsområde. Sjön är 4,2 meter djup, har en yta på 2,04 kvadratkilometer och är belägen 67,1 meter över havet.

## Delavrinningsområde
Emsen ingår i det delavrinningsområde (662353-136733) som SMHI kallar för Utloppet av Emsen. Medelhöjden är 77 meter över havet och ytan är 6,27 kvadratkilometer. Det finns inga avrinningsområden uppströms utan avrinningsområdet är högsta punkten. Vattendraget som avvattnar avrinningsområdet har biflödesordning 4, vilket innebär att vattnet flödar genom totalt 4 vattendrag innan det når havet efter 288 kilometer. Avrinningsområdet består mestadels av skog (34 procent) och jordbruk (19 procent). Avrinningsområdet har 2,02 kvadratkilometer vattenytor vilket ger det en sjöprocent på 32,2 procent.